# Wu Wei (peintre)
Pour les articles homonymes, voir Wu Wei.
 (avril 2019).
Si vous disposez d'ouvrages ou d'articles de référence ou si vous connaissez des sites web de qualité traitant du thème abordé ici, merci de compléter l'article en donnant les références utiles à sa vérifiabilité et en les liant à la section « Notes et références ».
Wu Wei (1459 - 1509) est un peintre chinois de la dynastie des Ming, originaire de Jiangxia, aujourd'hui Wuchang au Hubei. Il était passé maître dans la peinture de paysages et de personnages « qui témoignent d'une grande diversité stylistique (thème des Pêcheurs, coll. Cahil, Washington) ».

## Biographie
Il est le fondateur de l'école de Jiangxia. Wu Wei est membre de l'Académie, institution rétablie sous l'empire Ming. Il assoit, dans le sillage de Dai Jin, la réputation de l'école de Che (pour Che-chiang) également appelée école de Zhe (en). 
L'empereur Chenghua le surnommait « Le Vrai Pinceau d'un Immortel ». Il reçut de l'empereur Hongzhi une tenue de brocart et un sceau gravé des caractères « Premier Peintre de la Cour ». Invoquant des raisons de santé, il se retira à Nankin où il vécut de sa peinture jusqu'à la fin de sa vie. 
Son nom social était Ciweng et son surnom était Petit Immortel.

## Influences
- Ma Yuan, Xia Gui (ses maîtres Song du Sud).
- Dai Jin